# 筋蒲鉾

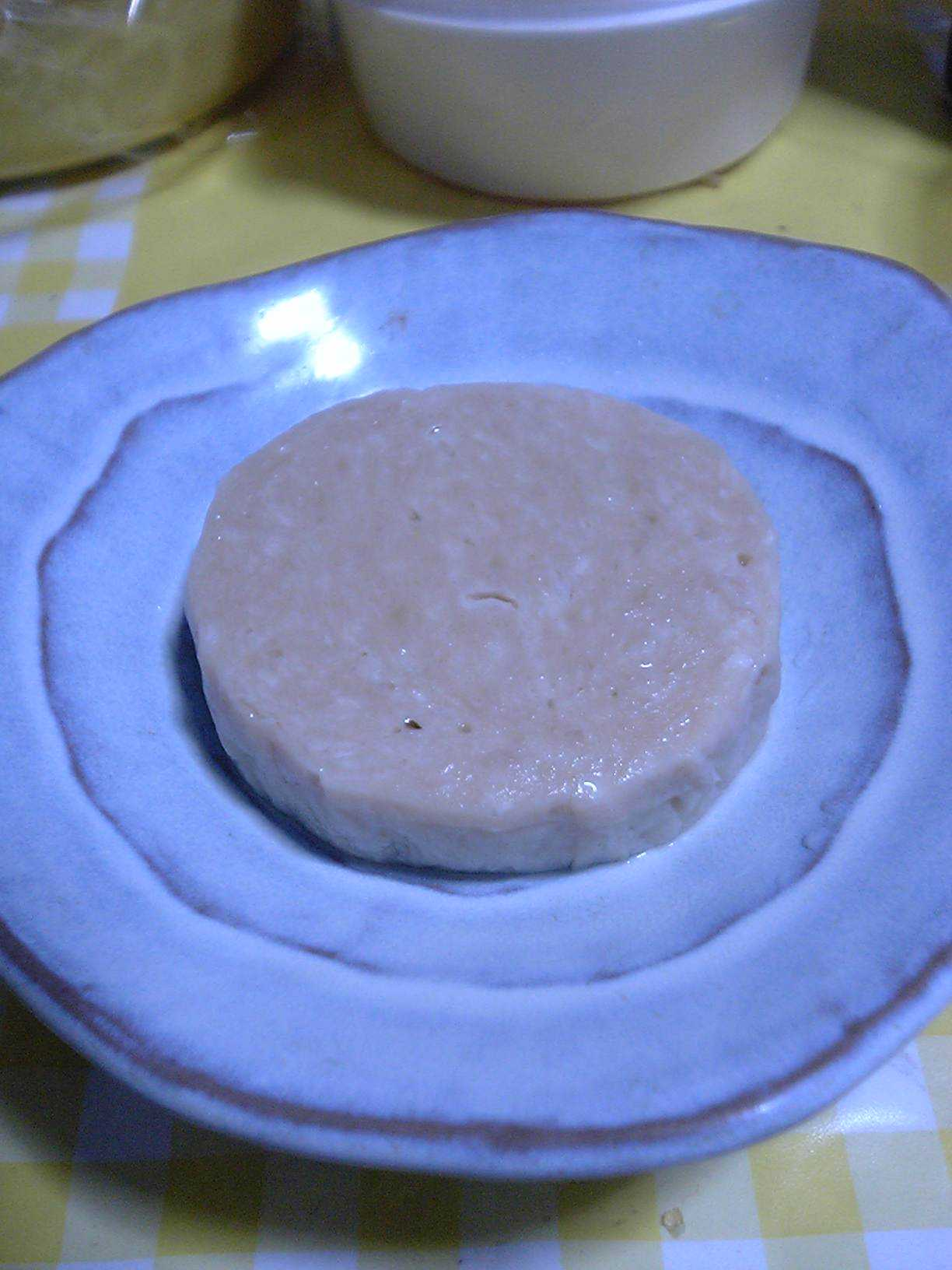
筋蒲鉾

筋蒲鉾（すじかまぼこ）は、サメの皮や骨（軟骨）に、すり身やつなぎのでんぷんなどを混ぜて成型し蒸し上げた魚肉練り製品。
「すじ」「すじかま」「すじぼこ」とも呼ばれる。東京都と千葉県を中心とする一部地域にのみ流通する食材で、その大半はおでん種として消費される。
蒲鉾やはんぺんの材料として使われるサメ肉の不要部分を利用して作られる。形状は巻き簾で巻いた棒状で、輪切りにして用いられる。軟骨が含まれているために独特の歯ごたえがあり、軽く炙ってわさび醤油などで食べられる。また煮込むと柔らかくなり良いだしが出るが、煮込みすぎると風味は失われる。
関東地方のおでん専門店や屋台などで「すじ」と言えば、一般には牛すじではなくこの食材を指す。